# Tessère d'Yuki-Onne
Yuki-Onne Tessera
Pour les articles homonymes, voir Yuki-Onne.
La tessère d'Yuki-Onne (désignation internationale : Yuki-Onne Tessera) est un terrain polygonal situé sur Vénus dans le quadrangle de Kawelu Planitia. Il a été nommé en référence à Yuki-onna, esprit japonais de la mort.